# Ao Vivo (álbum de Daniel)
Ao Vivo é o primeiro álbum ao vivo e o primeiro DVD do cantor brasileiro Daniel em carreira solo. Foi gravado entre os dias 26 e 27 de abril de 2001 no Olympia, em São Paulo, e lançado em 1 de outubro do mesmo ano pela Warner Music. Teve como sucessos as canções "Só Seu Amor Não Vai Embora", "A Jiripoca Vai Piar", e o pot-pourri "Alguém / Minha Estrela Perdida". O projeto foi lançado em formatos de CD e DVD, com ambos conquistando o disco de diamante, sendo que o primeiro chegou a marca de 1 milhão de cópias vendidas em todo o Brasil, e o segundo, a marca 100 mil cópias. A canção "Estou Apaixonado" (versão de "Estoy Enamorado", de Donato y Estefano) fez parte da trilha sonora da novela Pícara Sonhadora, exibida pelo SBT. Em 2002, um CD bônus, intitulado Momentos Mágicos - Ao Vivo, foi lançado, trazendo uma compilação de músicas gravadas para o álbum.

## Sobre o álbum
Inicialmente, este álbum era um show de estrada, porém, acabou se tornando um material duplo, pois contemplou muitas canções que não caberiam em um DVD apenas. O espetáculo se destacou pela produção circense e fantasia de palhaço que Daniel vestia. "Este novo trabalho retrata perfeitamente a minha trajetória dentro da música. Durante a realização deste projeto, eu tive a chance de reviver momentos especiais e inesquecíveis; por esta razão quero dedica-lo a minha família que é meu alicerce, ao meu público, a todos os profissionais que participaram deste trabalho e ao meu eterno irmão João Paulo;" declarou.
Antes das gravações oficiais começarem, ouve uma pré-gravação no dia 24, sem a presença do público, para teste de equipamentos, todos digitais. Para a gravação do DVD, foram realizados 4 shows entre os dias 26 e 27 de abril de 2001, na casa de show Olympia, em São Paulo. Também houve gravações em shows realizados nas cidades de Araxá, Minas Gerais e Araras, no interior de São Paulo, durante o mês de agosto. O projeto foi uma união das turnês "Circo" e "Vida", de 1998/99, em que palhaços, trapezistas e malabaristas reviveram um verdadeiro espetáculo circense, e "Esperança", de 2000/01, na qual seu enredo fala de amor, fé e paz. Foram necessários cerca de 3 horas de shows para que o trabalho de gravação do CD e DVD fosse concluído, ao qual movimentaram mais de 120 profissionais, que estiveram envolvidos nas mais diferentes etapas do projeto.
Contando com a direção do renomado Aloysio Legey, Ao Vivo teve produção e criação de iluminação de Mauro Casagrande, direção artística de Wilson Souto Junior, gerencia artística de Márcio Rolim, figurinos de Chico Spinosa, cenários de Leila Moreira e som de Gibsom. Para a mixagem do projeto, foram necessários mais de 700 horas de trabalho em estúdio, acompanhados de perto por Daniel: "Estamos fazendo um trabalho minucioso, procurando manter a essência da gravação ao vivo, pois, as vezes, ocorre do artista gravar um trabalho ao vivo e depois levá-lo para o estúdio e mudar tudo. Nós procuramos manter a gravação original e, principalmente, a energia e a emoção que me foram passadas durante o show. Houve uma sintonia muito grande;" comentou. O espetáculo trouxe também músicas que fizeram sucesso na voz de outros intérpretes como "Porto Solidão" de Jessé e "Paz do Meu Amor" de Luiz Vieira, além de "Verde Vinho", que Daniel gravou para ser lançada em Portugal, uma homenagem do cantor ao país e a sua avó Olinda. Também continha sucessos internacionais como "Imagine" de John Lennon, "La Puerta" de Luiz Miguel e "Corazón Partio" de Alejandro Sanz.

## Lista de faixas
| Edição de CD - Disco 1 |                                                              |                                                       |         |  |
| N.º                    | Título                                                       | Compositor(es)                                        | Duração |  |
| 1.                     | "Vou Levando a Vida"                                         | Peninha / Elias Muniz / Luiz Carlos                   | 4:02    |  |
| 2.                     | "Declaração de Amor"                                         | Altay Veloso                                          | 5:04    |  |
| 3.                     | "Que Era Eu"                                                 | Elias Muniz / Carlos Colla                            | 3:53    |  |
| 4.                     | "Estou Apaixonado (Estoy Enamorado)"                         | Estéfano / Donato Poveda (Versão: Carlos Colla)       | 5:31    |  |
| 5.                     | "Pot-Pourri: Só Dá Você Na Minha Vida / Com Qual Carícia"    | Rick; Peninha                                         | 3:33    |  |
| 6.                     | "Pot-Pourri: Alguém / Minha Estrela Perdida"                 | César Augusto / Piska; César Augusto / Piska          | 3:05    |  |
| 7.                     | "Vai Dar Samba"                                              | Peninha                                               | 3:45    |  |
| 8.                     | "A Gata do Milênio"                                          | Waldir Luz / Nana Nascimento / Marcos Maceió          | 3:39    |  |
| 9.                     | "Fricote"                                                    | Leandro Lehart                                        | 3:18    |  |
| 10.                    | "A Loira do Carro Branco"                                    | Paraíso / Jesus Belmiro                               | 3:27    |  |
| 11.                    | "A Jiripoca Vai Piar"                                        | Adriano Bernardes                                     | 4:23    |  |
| 12.                    | "Fogo de Amor / música incidental: Soy Loco Por Ti, América" | Jefferson Farias; Gilberto Gil / José Carlos Capinan  | 4:24    |  |
| 13.                    | "Seus Beijos"                                                | Peninha                                               | 4:47    |  |
| 14.                    | "Vinho Verde (Griechischer Wein)"                            | Udo Jürgens / Michael Kunze (Versão: Paulo Alexandre) | 4:12    |  |
| Duração total:         | Duração total:                                               | Duração total:                                        | 57:08   |  |

| Edição de CD - Disco 2 |                                                                    |                                                         |         |  |
| N.º                    | Título                                                             | Compositor(es)                                          | Duração |  |
| 1.                     | "Te Amo Cada Vez Mais (To Love You More)"                          | David Foster / Junior Miles (Versão: Roberto Merli)     | 5:23    |  |
| 2.                     | "Porto Solidão"                                                    | Zeca Bahia / Gincko                                     | 4:06    |  |
| 3.                     | "Adoro Amar Você"                                                  | Peninha / Elias Muniz                                   | 4:52    |  |
| 4.                     | "Pra Falar a Verdade"                                              | Peninha / Regis Danese                                  | 4:17    |  |
| 5.                     | "Pot-Pourri: La Puerta / Corazón Partío"                           | Luis Demetrio; Alejandro Sanz                           | 6:08    |  |
| 6.                     | "Paz do Meu Amor (Prelúdio Nº 2)"                                  | Luiz Vieira                                             | 3:15    |  |
| 7.                     | "Tocando em Frente"                                                | Almir Sater / Renato Teixeira                           | 3:30    |  |
| 8.                     | "Dengo"                                                            | Waldir Luz / Daniel                                     | 3:07    |  |
| 9.                     | "Show de Bola"                                                     | Waldir Luz / Neldon Farias / Cláudio Pinto              | 3:37    |  |
| 10.                    | "Pot-Pourri: Rosto Molhado / Pode Passar o Rodo / Peão Apaixonado" | Ronaldo Adriano / José Fortuna; Tivas / Nino; Pinocchio | 7:17    |  |
| 11.                    | "Eu Me Amarrei"                                                    | Waldir Luz / Tivas                                      | 3:27    |  |
| 12.                    | "Quando o Coração Se Apaixona"                                     | Zé Henrique                                             | 4:42    |  |
| 13.                    | "Um Beijo Pra Me Enlouquecer"                                      | Rick                                                    | 4:03    |  |
| 14.                    | "Só Seu Amor Não Vai Embora"                                       | Lucimar / Monalisa                                      | 4:31    |  |
| Duração total:         | Duração total:                                                     | Duração total:                                          | 1:02:49 |  |

| Edição de DVD  |                                                                              |                                                                                    |         |  |
| N.º            | Título                                                                       | Compositor(es)                                                                     | Duração |  |
| 1.             | "Abertura: Guerra e Paz / Imagine"                                           | Paulo Henrique; John Lennon                                                        | 5:42    |  |
| 2.             | "Vou Levando a Vida"                                                         | Peninha / Elias Muniz / Luiz Carlos                                                | 4:15    |  |
| 3.             | "Pot-Pourri: Só Dá Você Na Minha Vida / Com Qual Carícia"                    | Rick; Peninha                                                                      | 3:23    |  |
| 4.             | "Pot-Pourri: Alguém / Minha Estrela Perdida"                                 | César Augusto / Piska; César Augusto / Piska                                       | 2:59    |  |
| 5.             | "Que Era Eu"                                                                 | Elias Muniz / Carlos Colla                                                         | 3:47    |  |
| 6.             | "Vai Dar Samba"                                                              | Peninha                                                                            | 3:45    |  |
| 7.             | "Pra Falar a Verdade"                                                        | Peninha / Regis Danese                                                             | 4:17    |  |
| 8.             | "Estou Apaixonado (Estoy Enamorado)"                                         | Estéfano / Donato Poveda (Versão: Carlos Colla)                                    | 5:30    |  |
| 9.             | "A Gata do Milênio"                                                          | Waldir Luis / Nana Nascimento / Marcos Maceió                                      | 3:44    |  |
| 10.            | "Pot-Pourri: La Puerta / Corazón Partío"                                     | Luis Demetrio; Alejandro Sanz                                                      | 6:23    |  |
| 11.            | "Declaração de Amor"                                                         | Altay Veloso                                                                       | 5:09    |  |
| 12.            | "Porto Solidão"                                                              | Zeca Bahia / Gincko                                                                | 4:08    |  |
| 13.            | "Te Amo Cada Vez Mais (To Love You More)"                                    | David Foster / Junior Miles (Versão: Roberto Merli)                                | 5:28    |  |
| 14.            | "Fogo de Amor / música incidental: Soy Loco Por Ti, América"                 | Jefferson Farias; Gilberto Gil / José Carlos Capinan                               | 4:23    |  |
| 15.            | "Dengo"                                                                      | Waldir Luz / Daniel                                                                | 3:14    |  |
| 16.            | "Nossa Senhora"                                                              | Roberto Carlos / Erasmo Carlos                                                     | 5:53    |  |
| 17.            | "Tocando em Frente"                                                          | Almir Sater / Renato Teixeira                                                      | 3:51    |  |
| 18.            | "Show de Bola"                                                               | Waldir Luz / Neldon Farias / Claudio Pinto                                         | 3:38    |  |
| 19.            | "Seus Beijos"                                                                | Peninha                                                                            | 4:48    |  |
| 20.            | "Pot-Pourri: Rosto Molhado / Pode Passar o Rodo / Peão Apaixonado"           | Ronaldo Adriano / José Fortuna; Tivas / Nino; Pinocchio                            | 7:23    |  |
| 21.            | "Eu Me Amarrei"                                                              | Waldir Luz / Tivas                                                                 | 3:23    |  |
| 22.            | "Quando o Coração Se Apaixona"                                               | Zé Henrique                                                                        | 5:56    |  |
| 23.            | "Somos Todos Iguais Esta Noite / música incidental: Fascinação (Facination)" | Lins Martins; Fermo Dante Marchetti / Maurice de Féraudy (Versão: Armando Louzada) | 3:42    |  |
| 24.            | "Adoro Amar Você"                                                            | Peninha / Elias Muniz                                                              | 6:06    |  |
| 25.            | "Vinho Verde (Griechischer Wein)"                                            | Udo Jürgens / Michael Kunze (Versão: Paulo Alexandre)                              | 4:12    |  |
| 26.            | "Meu Reino Encantado (faixa bônus - videoclipe)" (part. José Camillo)        | Valdemar Reis / Vicente P. Machado                                                 | 3:36    |  |
| Duração total: | Duração total:                                                               | Duração total:                                                                     | 2:02:33 |  |

| Edição de CD - Momentos Mágicos - Ao Vivo |                                              |                                                     |         |  |
| N.º                                       | Título                                       | Compositor(es)                                      | Duração |  |
| 1.                                        | "Adoro Amar Você"                            | Peninha / Elias Muniz                               | 4:52    |  |
| 2.                                        | "Vou Levando a Vida"                         | Peninha / Elias Muniz / Luiz Carlos                 | 4:02    |  |
| 3.                                        | "Declaração de Amor"                         | Altay Veloso                                        | 5:04    |  |
| 4.                                        | "Pra Falar a Verdade"                        | Peninha / Regis Danese                              | 4:17    |  |
| 5.                                        | "Estou Apaixonado (Estoy Enamorado)"         | Estéfano / Donato Poveda (Versão: Carlos Colla)     | 5:31    |  |
| 6.                                        | "Dengo"                                      | Waldir Luz / Daniel                                 | 3:07    |  |
| 7.                                        | "A Jiripoca Vai Piar"                        | Adriano Bernardes                                   | 4:23    |  |
| 8.                                        | "Quando o Coração Se Apaixona"               | Zé Henrique                                         | 4:42    |  |
| 9.                                        | "Um Beijo Pra Me Enlouquecer"                | Rick                                                | 4:03    |  |
| 10.                                       | "Pot-Pourri: Alguém / Minha Estrela Perdida" | César Algusto / Piska; César Augusto / Piska        | 3:05    |  |
| 11.                                       | "A Loira do Carro Branco"                    | Paraíso / Jesus Belmiro                             | 3:27    |  |
| 12.                                       | "Te Amo Cada Vez Mais (To Love You More)"    | David Foster / Junior Miles (Versão: Roberto Merli) | 5:23    |  |
| 13.                                       | "Eu Me Amarrei"                              | Waldir Luz / Tivas                                  | 3:27    |  |
| 14.                                       | "Só Seu Amor Não Vai Embora"                 | Lucimar / Monalisa                                  | 4:31    |  |
| Duração total:                            | Duração total:                               | Duração total:                                      | 1:00:39 |  |

## Charts
| Tabela musical    | Melhor posição |
| ----------------- | -------------- |
| Brasil (ABPD)     | 7              |
| Brasil (ABPD) DVD | 12             |

## Certificações e vendas
| Brasil (ABPD)                             | Diamante | 2001 | 1.000.000* |
| Brasil (ABPD) DVD                         | Diamante | 2006 | 100.000*   |
| *número de vendas baseado na certificação |          |      |            |